# Ontong Java
Ontong Java is een atol in de provincie Malaita in de Salomonseilanden die uit 122 eilanden bestaat. De atol omvat 12 km² en steekt nauwelijks boven de zeespiegel uit. Het hoogste punt is 13 m. Er wonen ongeveer 1800 mensen op de grotere eilanden Luangiua en Pelau.
Er komen slechts twee zoogdieren voor, de geïntroduceerde Polynesische rat (Rattus exulans) en de vleermuis Pteropus howensis.
De belangrijkste eilandjes zijn Avaha, Henguia, Henguialloko, Henuakai, Ini, Kapai, Kea'auloa, Ke Ila, Keava Kapu, Keku Lau, Kekumounga, Kemalu, Kokolu, Ko'olau, Luangiua, Muli, Au, Ngikolo, Nuaka'a, Oaku, Pe Kahi, Pelau, Selelva'a